# Brussels, Ontario
Brussels är en tätort i Huron County i Ontario i Kanada.  Brussels ligger i kommunen Huron East.
Brussels grundades som byn Ainleyville 1855 av William Ainlay. Namnet ändrades 1872 till Brussels, när en sidolinje till Grand Trunk Railway dragits fram dit från Guelph. I början av 1900-talet fanns där postkontor, flera kvarnar, ett sågverk och en frisersalong. 
Brussels har tidigare utgjort en egen stad. Staden slogs 2001 samman med kommunen Huron East. Den hade 2011 en befolkning på 1.143 invånare enligt det årets nationella folkräkning. 